# Peștera cu Oase
Peștera cu Oase (deutsch Knochenhöhle) heißt ein System von zwölf Karsthöhlen, die in der historischen Region Banat, im Kreis Caraș-Severin, in Südwest-Rumänien liegen. Dort wurden die ältesten Überreste anatomisch moderner Menschen (Homo sapiens) in Europa (40.500 Jahre alt) entdeckt.
Im Jahr 2015 wurde eine DNA-Analyse des Unterkiefers Oase 1 bekannt, der zufolge es sich bei der Person, von der dieser Kiefer stammte, um einen jungen, männlichen Homo sapiens handelt, zu dessen Vorfahren auch ein Neandertaler gehörte: 6 bis 9 Prozent seines Genoms wurden als vom Neandertaler stammend interpretiert.

## Paläoanthropologische und genetische Befunde
Im Februar 2002 entdeckten Höhlenforscher, die das Karstsystem im Miniș-Tal in den südwestlichen Karpaten nahe Anina, im Anina-Gebirge, erforschten, eine bisher unbekannte Kammer mit zahlreichen Säugetier-Skeletten. Die Höhle scheint hauptsächlich jungpleistozänen Höhlenbären (Ursus spelaeus) zum Überwintern gedient zu haben. Die ungewöhnliche Anordnung einiger Knochen, die etwa auf erhöhten Felsen lagen, deutete auf einen menschlichen Einfluss hin.
Die Höhlenforscher Ștefan Milota, Adrian Bîlgăr und Laurențiu Sarcina fanden einen vollständigen menschlichen Unterkiefer. Die Karsthöhle nannten sie Peștera cu Oase und den menschlichen Unterkiefer Oase 1. Zwei Laboratorien bestimmten unabhängig voneinander das Radiokarbonalter auf rund 35.000 Jahre, das entspricht einer Zeitspanne von 41.770 bis 37.310 Jahren in kalibrierten Kalenderjahren (cal BP) für den Unterkiefer. Das Fossil gehört zu den wenigen Funden in Europa, die direkt datiert werden konnten und gilt als eines der ältesten bekannten Fossilien eines anatomisch modernen Menschen in Europa. Da die Fundstelle in der Nähe des Eisernen Tors im Donau-Korridor liegt, könnte das Fossil eine der frühesten menschlichen Populationen repräsentieren, die Europa besiedelten.
Einige Merkmale und die Proportionen von Oase 1 rücken den Unterkiefer in die Verwandtschaft moderner, jungpleistozänen Menschen, jedoch zeigt er auch Merkmale des archaischen Homo sapiens und des Neandertalers. Tatsächlich ergab im Jahr 2015 eine DNA-Analyse, dass der junge Mann, von dem dieser Kiefer stammte, auch einen Neandertaler unter seinen Vorfahren hatte. Das Chromosom 12 enthielt sogar einen extrem langen, dem Neandertaler zugerechneten Abschnitt, der ungefähr die Hälfte der Basenpaare dieses Chromosoms umfasste. Hieraus wurde abgeleitet, dass die Paarung nicht länger als vier bis sechs Generationen zurück gelegen haben kann, da andernfalls – durch Crossing-over – Veränderungen der Basenpaar-Sequenz aufgetreten wären. Nachgewiesen wurde jedoch auch, dass die vom anatomisch modernen Menschen stammenden DNA-Abschnitte eher Fossilienfunden aus Asien ähneln und nicht den späteren Funden aus Europa oder den heute lebenden Menschen; hieraus wurde abgeleitet, dass die Population, zu der Oase 1 gehörte, eine „Sackgasse“ repräsentiere, deren Gene in die heutige Population des Homo sapiens nicht eingingen.
Im Juni 2003 entdeckte eine weitere Forschergruppe aus Ștefan Milota, Ricardo Rodrigo und Mircea Gherase weitere menschliche Überreste auf dem Höhlenboden. Es handelte sich um einen vollständigen Gesichtsschädel zusammen mit einem nahezu vollständigen Schläfenbein und einer Zahl von frontalen, parietalen und okzipitalen Knochenfragmenten.
Während der Unterkiefer Oase 1 von einem jungen Erwachsenen stammt, gehörte der Gesichtsschädel, der als Oase 2 bezeichnet wird, einem ca. 15 Jahre alten Jugendlichen. Weitere Analysen ließen zunächst vermuten, dass das linke Schläfenbein einem dritten Individuum gehörte, mutmaßlich eine erwachsene Frau, folglich Oase 3 genannt. Spätere Arbeiten haben allerdings belegt, dass das Schläfenbein zum selben Schädel wie die anderen Oase 2-Knochen gehört. Das Fehlen weiterer archäologischer Funde wie Holzkohle oder Werkzeuge könnte bedeuten, dass die menschlichen Überreste durch Spalten in die Höhle gespült worden sind.
Oase 2 und Oase 3 bestätigen ein Muster, das bereits von dem vermutlich genauso alten Oase 1-Unterkiefer bekannt war, eine Mischung aus archaischen, früh-modernen und Neandertal-Merkmalen. Zu den „modernen“ Merkmalen gehört ein vorspringendes Kinn, fehlender Überaugenwulst und abgerundeter Kopfschädel. Diese Merkmale sind jedoch mit zahlreichen archaischen Merkmalen des Schädels und der Bezahnung verbunden, die ihn außerhalb der Variationsbreite moderner Menschen stellen, wie ein großes Gesicht, ein Knochenkamm hinter dem Ohr und großen Zähnen, die nach hinten sogar an Größe zunehmen. Anatomische Merkmale, die insbesondere von Erik Trinkaus und João Zilhão als Ergebnis einer Verpaarung von anatomisch modernen Menschen (Homo sapiens) und Neandertalern  gedeutet werden, wurden auch für das rund 25.000 Jahre alte Kind von Lagar Velho (Portugal) und die 31.000 Jahre alten Fossilfunde von Mladeč (Tschechien) geltend gemacht.
In Peștera cu Oase wird weiterhin geforscht. Die Funde aus der Kampagne von 2005 wurden am rumänischen Höhlenforschungsinstitut „Emil Racovita“ untersucht, ferner an der Australischen Nationaluniversität (Elektronenspinresonanz und Uran-Thorium-Datierung von 21 Knochen- und Zahnproben sowie 29 Sedimentproben), der Universität Bristol (Uran-Thorium-Datierung von 22 Knochenproben), der Universität Bergen (Uran-Thorium-Datierung von sieben Proben), der Universität Oxford (Beschleuniger-Massenspektrometrie Radiokohlenstoffdatierung von acht Knochen- und Zahnproben), der Max-Planck-Gesellschaft (Isotopenanalyse und DNA-Analyse von 37 Knochen- und Zahnproben) und der Universität Wien (Radiokohlenstoffdatierung von 25 Knochen- und Zahnproben).

## Bedeutung für die Paläoanthropologie

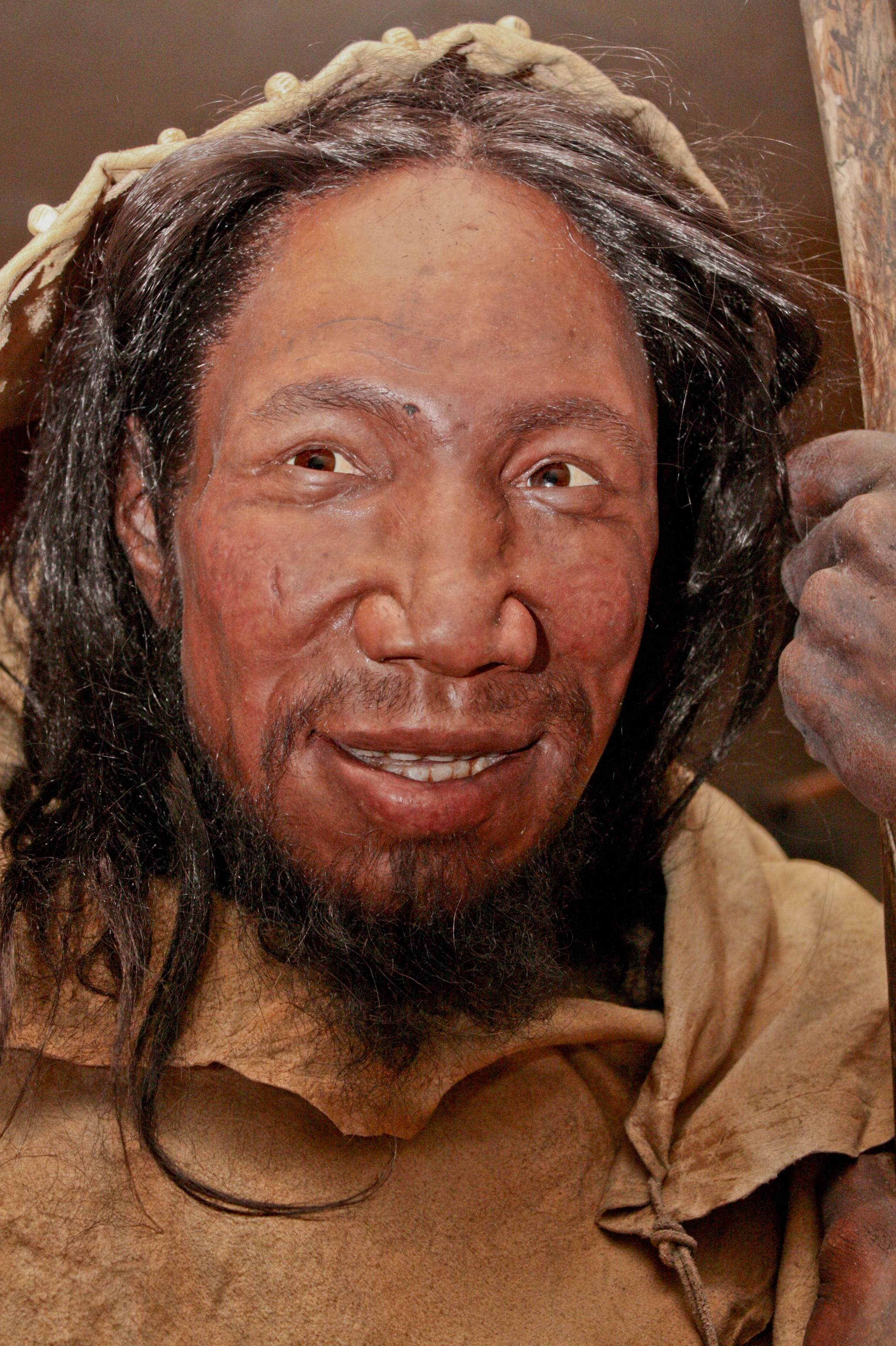
Rekonstruktion eines frühen europäischen Homo sapiens im Neanderthal-Museum (Mettmann) nach den Funden aus der Höhle Peștera cu Oase

Die besondere Bedeutung der Peștera-cu-Oase-Funde besteht in der Kombination von „modernen“ und archaischen (Neandertaler-)Merkmalen, sowie darin, dass die Fossilien direkt datiert werden konnten. Die Oase-Fossilien sind zudem ähnlich alt wie die Funde später Neandertaler aus der Vindija-Höhle (Kroatien) und aus den Höhlen von Arcy-sur-Cure (Frankreich); auch die Oase-Menschen können den Datierungen zufolge noch in Kontakt mit Neandertalern gekommen sein.
Da sich aus den bis dahin bekannten genetischen Ergebnissen nicht ausschließen ließ, dass es auch in Europa zu einem Genfluss von Neandertaler-Erbgut zum modernen Menschen gekommen war, wurden die Peștera-cu-Oase-Funde von Erik Trinkaus und João Zilhão bereits 2006 dahingehend interpretiert, dass einen solchen Genfluss tatsächlich gegeben habe. Demnach wären anatomisch moderne Menschen bei ihrer Ankunft in Europa auf Neandertaler gestoßen und hätten sich – zumindest vereinzelt – mit ihnen fortgepflanzt. Im erheblich größeren Genpool des anatomisch modernen Menschen sei – so wurde argumentiert – die mitochondriale DNA der Neandertaler jedoch mit der Zeit verloren gegangen.
Im Mai 2015 wurden anlässlich einer Fachtagung in Cold Spring Harbor, New York die vorläufigen Ergebnisse der Sequenzierung der DNA von Oase 1 vorgestellt. Schon 2013 hatte das gleiche Team anhand des sibirischen Oberschenkelknochens von Ust-Ischim berechnet, dass der Zeitpunkt des Genflusses rund 45.000 Jahre zurückliegen müsse. Tatsächlich zeigte die Genanalyse von Oase 1 nun, dass dieses Fossil einen Anteil von 5 bis 11 Prozent an DNA-Abschnitten des Neandertalers aufweist. Anhand dieser Studie konnte somit belegt werden, dass eine erfolgreiche Verpaarung von Homo sapiens und Neandertaler nicht nur im Nahen Osten, sondern auch in Europa stattgefunden hat. Gleichwohl wäre die Hybridisierungsthese von Erik Trinkaus zumindest für diesen Fund bestätigt.

## Belege
1. 1 2 3  Qiaomei Fu et al.: An early modern human from Romania with a recent Neanderthal ancestor. In: Nature. Band 524, Nr. 7564, 2015, S. 216–219, doi:10.1038/nature14558.
 Ann Gibbons: Ancient DNA pinpoints Paleolithic liaison in Europe. In: Science. Band 348, Nr. 6237, 2015, S. 847, doi:10.1126/science.348.6237.847.
2. 1 2 3 4  Erik Trinkaus, Ştefan Milotab et al.: Early Modern Human Cranial remains from the Peștera cu Oase, Romania. In: Journal of Human Evolution. Band 45, Nr. 3, 2003, S. 245–253, doi:10.1016/j.jhevol.2003.08.003, Volltext (PDF; 346 kB).
3. ↑  Oxford: OxA-11711, Groningen: GrA-22810
4. 1 2  Erik Trinkaus, Oana Moldovan et al.: An early modern human from the Peștera cu Oase, Romania. In: PNAS. Band 100, Nr. 20, 2003, S. 11231–11236, doi:10.1073/pnas.2035108100, Volltext (PDF).
5. ↑  Johannes van der Plicht et al.: Recent developments in calibration for archaeological and environmental samples. In: Radiocarbon. Online-Veröffentlichung vom 21. April 2020, doi:10.1017/RDC.2020.22.
6. 1 2 3  João Zilhão: Neandertals and Moderns Mixed and It Matters. In: Evolutionary Anthropology. Band 15, Nr. 5, 2006, ISSN 1060-1538, S. 183–195, doi:10.1002/evan.20110.
7. ↑  Ewen Callaway: Early European may have had Neanderthal great-great-grandparent. Auf: nature.com vom 13. Mai 2015, Volltext.
8. ↑  Erik Trinkaus, João Zilhão et al.: The Peștera cu Oase and early modern humans in Southeastern Europe. In: Nicholas J. Conard (Hrsg.): When Neanderthals and modern humans met. Kerns, Tübingen 2006, ISBN 3-935751-03-6, S. 145–164.
9. ↑  Andrei Soficaru, Adrian Doboş, Erik Trinkaus: Early modern humans from the Peștera Muierii, Baia de Fier, Romania. In: PNAS. Band 103, Nr. 46, 2006, S. 17196–17201, doi:10.1073/pnas.0608443103, Volltext (PDF).
10. ↑  Erik Trinkaus: Early Modern Humans. In: Annual Review of Anthropology. Band 34, 2005, S. 207–230, doi:10.1146/annurev.anthro.34.030905.154913.
11. ↑  Ewen Callaway: Early European may have had Neanderthal great-great-grandparent. Auf: nature.com vom 13. Mai 2015, doi:10.1038/nature.2015.17534.
12. ↑  Ann Gibbons: Ancient DNA pinpoints Paleolithic liaison in Europe. In: Science. Band 348, Nr. 6237, 2015, S. 847, doi:10.1126/science.348.6237.847.